# Parque Nacional Hwange
O Parque Nacional Hwange é a maior reserva do Zimbábue e uma das 10 maiores da África. Está localizado no noroeste de país, na província de Matabeleland Norte. Possui uma área de 14.652 km², com cerca de 100 espécies de mamíferos e 400 de aves, entre elas leões, girafas, leopardos, cães-selvagens-africanos, elefantes, búfalo-africano, impalas, guepardos, gnus, órix, entre outros. É conhecido pela população de elefantes, uma das maiores do mundo.